# John Ryker
El General John Ryker es un antagonista de cómic ficticio que aparece en los libros publicados por Marvel Comics, por lo general como un enemigo de Hulk. Creado por el escritor Paul Jenkins y los artistas Ron Garney y Mike McKone, apareció por primera vez en The Incredible Hulk (Vol. 2) #12 (marzo de 2000). Es un General del Ejército corrupto descrito como obsesionado con Hulk, y hace numerosos intentos de capturar a la criatura.

## Biografía del personaje ficticio
John Ryker se unió al ejército a una edad joven y quería ayudar a determinar la historia futura desde sus sombras. Una de sus acciones más destacadas fue manipular la creación de la conspiración en torno al asesinato de John F. Kennedy; al parecer Kennedy fue asesinado en realidad por dos mercenarios de Córcega, pero en el momento fue considerado demasiado costoso para librar la Tercera Guerra Mundial por lo que se creó la idea de una conspiración. Cuando su esposa Lucy desarrolló cáncer, Ryker utiliza el ejército para cazar a Bruce Banner, que se convirtió en Hulk después de la exposición a la radiación gamma durante una prueba nuclear que Ryker supervisó. Inicialmente, Ryker irradió a varios sujetos para tratar de duplicar el accidente que creó a Hulk, permitiéndole así aislar la habilidad de Hulk para enfrentar la radiación y utilizarla para curar a su esposa. Su más cercano éxito fue el soldado Benjamin Tibbits, que se transformó en el ser parecido a Hulk Flujo, pero su transformación era imperfecta, llevando a que Ryker simplemente lo quiebre para usarle como un soldado casi insensata contra Hulk.
Sin embargo, su tratamiento brutal de Hulk, habiendo finalmente capturado al Goliat Verde, no solo rompió las barreras mentales que evitaban que las otras personalidades de Hulk tomaran el control de los conocidos tres Hulks-los Hulks "escapados" dominantes incluyendo al Hulk Demonio-, pero también convenció al General Thunderbolt Ross de volverse contra Ryker y liberar a su viejo enemigo. Tomando como rehén a Lucy Ryker, Ross le dijo la verdad, lo que llevó a Ryker a partir como ella fríamente le dijo que ella no pidió ser curada a costa de personas inocentes.
Es responsable de la creación de los Gamma Corps, una unidad militar especial creada específicamente para lidiar con Hulk. Él fue impulsado a la acción después de que su esposa, que parecía haber sido curada por una transfusión de sangre de Hulk, murió por el resurgimiento repentino de su cáncer. El Cuerpo de Infantería fue incapaz de detener a Hulk, que se fue tras Ryker, y causó que el miembro de los Gamma Corps Grey, que tenía el ADN de Hulk en él, perdiera los estribos, lo que resulta en una rabia como la Hulk que derrumbó la base de Ryker, con el General todavía dentro.
Ryker reaparece más tarde sin embargo, como el CEO de la corporación Origins, una empresa especializada en dar superpoderes a personas promedio a través de terapia génica, y enviando sus nuevos "Gamma Corps: Negro" para recoger el ADN de Lyra, la nueva Hulka.

## Otras versiones

### Ultimate Marvel
En la realidad Ultimate Marvel, un General llamado Ryker es uno de los encargados del Proyecto Pegaso en Devil's Point, Wyoming cuando el Escuadrón Serpiente ataca, hasta que son detenidos por los Cuatro Fantásticos.

## En otros medios

### Televisión
En Fantastic Four: World's Greatest Heroes episodio "Golpes Duros," Ryker es el líder del grupo de soldados que cazan a Hulk bajo las órdenes del Agente Pratt.

### Videojuegos
En el videojuego Hulk, el General Ryker (con la voz de Jano Frandsen) hizo su aparición, muy similar a su contraparte de cómic. En el juego, él envía a los militares a capturar a Hulk para que sea capaz de estudiarlo. También, solo aparece en las escenas del juego. Al descubrir la órbita gamma, Ryker pretende conseguirla para sus propios fines, pero Ravage obtiene la órbita. Ryker decidió matar a Hulk y Ravage. También hizo que los Hulkbusters, y el Soldado Benjamin "Benny" Tibbetts combatieran a Hulk.